# Регулатор напона
Регулатори електричног напона представљају уређаје чија је основна улога обезбеђивање константног излазног напона.
Треба знати да се излазни напон мења у зависности од промене улазног напона и јачине струје оптерећења. 
Многи електронски уређаји захтевају оперативни напон и јачину струје константних вредности, па је због тога неопходан одређени вид регулације.
Електронска кола која одржавају напон напајања електричних уређаја у оквирима одређених граница, или толеранција, се зову регулаторна тела.
Користе се у електро-механичким склоповима, за регулацију напона пасивних или активних електричних компонената. 
У зависности од дизајна, могу се користити за регулацију једне или више различитих вредности наизменичних или једносмерних напона. 
Изузев пасивних шант регулатора, сви савремени електрични регулатори напона раде са упоређивањем стварног излазног напона са унапред дефинисаним, непромењивим, референтним напоном. 
Негативна повратна спрега је остварена уз помоћ разделника напона, инверторског улаза операционог појачавача и транзистора. Уколико дође до поремећаја напона на излазу, он ће изазвати поремећај у истом смеру на инверторском улазу, што имплицира пад напона на излазу операционог појачавача, то јест на бази транзистора, а то директно условљава смањење струје кроз транзистор, односно пада напона на излазу. Пад напона на излазу би довео до пада напона на инвертирајућем улазу, што би изазвало повећање напона на излазу.

## Карактеристике регулатора
Излазни напон се може одржавати константним само у одређеним границама. Регулација је одређена са два мерења:
- Регулација оптерећења представља промену излазног напона за дату промену струје оптерећења (на пример: „обично 15mV, 100mV за максимално оптерећење између 5mA и струја 1.4А, на одређеној температури и улазном напону").
- Линија регулације (регулација улаза) - је степен до ког се излазни напон мења са променом улазног напона - као однос излазне и улазне промене (на пример, „обично 13 mV/V“), или промене излазног напона током читавог опсега улазног напона (на пример, „плус или минус 2% за улазне напоне између 90 V и 260 V, 50–60 Hz“).

Други важни параметри су: 
- Температурни коефицијент излазног напона прати промене излазног напона са температуром.
- Тачност напона - осликава грешку у излазном напону, за фиксни регулатор, без узимања у обзир утицаја температуре или старења на излазну тачност.
- Пад напона -  минимална разлика између улазног и излазног напона за коју регулатор још увек може да обезбеди наведену струју. Улазно-излазни диференцијал при којем регулатор напона више неће одржавати регулацију је напон испадања. Даље смањење улазног напона ће резултирати смањеним излазним напоном. Ова вредност зависи од струје оптерећења и температуре споја.
- Апсолутна максимална оцена је дефинисана за компоненте регулатора, водећи рачуна о континуитету и максималној вредности излазне струје која се може користити (понекад и интерно ограничена), максималног улазног напона, максималне снаге дисипације на датој температури, итд.
- Излазни шум (термички бели шум) и излазна динамичка импеданса се могу навести као график фреквенције, док излазни шум таласања може бити дат као напон таласања од врха до врха или РМС напон.
- Струја мировања у колу регулатора - струја коју регулатор повлачи из мреже у стању мировања, обично се мери као улазна струја када не постоји оптерећење. (узимајући ово у обзир, неки линеарни регулатори су, изненађујуће, ефикаснији у веома ниским струја оптерећења).

## Аналогни регулатори напона

### Упутство за употребу
Аналогни регулатор напона(АРН-5) намијењен је за употребу на синхроним генераторима фреквенције 50/60 Hz и максималне струје побуде 5А. Регулатор има подфреквентну заштиту(U/f карактеристика), заштиту од прекомјерног напона побуде са аутоматским искључењем напона и филтер против електромагнетних сметњи. Кућисте је изграђено од АБС пластике а регулатор је заливен двокомпонентном смолом. Регулатор је могуће монтирати директно на генератор.

### Подешавање напона
Тајмер потенциометра VOLT омогућава подешавање напона генератора за жељени унос. Окретањем у смјеру казаљке на сату напон генератора ће да расте, постављањем потенциометар 1k/0.5W на мјесто моста 7-8 напон генератора моћи ћемо смањити за 10%.

### U/f карактеристика
“U/f” тајмер потенциометра одређује кољено карактеристике. За 50Hz потребно је спојити мост 10-11 и подесити кољено на 45Hz, за 60Hz прикључци требају да буду отворени а кољено мора бити подешено на 55Hz. Окретањем потенциометра “U/f” у смјеру казаљке на сату кољено помичемо према вишој фреквенцији, види слику.

## Серијски и маневрисани регулатори напона
Постоје два основна типа напонских регулатора. Основни регулатори напона су класификоване као ни серија или шант, у зависности од локације или положаја регулише елемента (а) у односу на отпорност споја оптерећења. Слике илуструју ова два основна типа напонских регулатора. У пракси кола регулисања уређаја може бити веома сложен. Брокен линије су коришћене на слици да истакне разлике између серије и маневрисаних регулатора. 
Шема цртежа у приказу је за типа шант регулатора. То се зове шант типа регулатора, јер је регулисање уређај повезан паралелно са оптерећења отпора.
сл.4. серијски регулатор напона

## Електромеханички регулатори напона
У старијим електромеханичким регулаторима, регулација напона је лако постизан дизајнирањем жице са електромагнетом. Магнетно поље које производи струја привлачи креће обојених језгро одржавати под пролећа тензија или гравитациону силу. Као се напон повећава, тако да нема струје, јача магнетно поље које производи калем и језгро вуче ка пољу. Магнет је физички повезан са механичким прекидачем, који се отвара као магнет помера у поље. Као напон опада, тако да нема струје, ослобађајући пролећа тензија или тежину језгро и изазива га порећи. Овај прекидач се затвара и омогућава моћи да тече још једном. 
Механички регулатор према дизајну осетљив је на мале промене напона, кретање соленоида језгра се може користити за прелазак преко прекидача селектор опсега отпорности намотаја трансформатора или да постепено корак по корак излазни напон горе или доле, или да ротирате положај електродинамичких наизменичних регулатора. 
Регулатори за генераторе-функционишу тако што искључују генератора када је не производе струју, и тиме спречавају пражњење батерија од назад у генератор и покушава да га покрене као мотора. Исправљачке диоде у алтернатора аутоматски обавља ову функцију тако да је одређени релеј није потребно; то знатно поједностављен регулатора дизајн. 
Више модерног дизајна сада користе технологију чврстог стања (транзистора) да обавља исту функцију коју обављају у електромеханички релеји регулатора. 
Напајање регулатора 
Електромеханички регулатори су такође користе за регулисање напона наизмјеничне струје на дистрибутивним линијама. Ови регулатори генерално функционишу тако што ћете изаберу одговарајућу чесме на трансформатор са више славине. Ако је излазни напон сувише низак, славина измењивача пребацује везу да произведу већи напон. Ако је излазни напон превисок, славина измењивача пребацује везу да произведу мањи напон.

## Ротациони АЦ напонски регулатор
сл.8. основни принцип дизајна и дијаграм кола за ротирајуће завојнице АЦ напонског регулатора
Ово је старији тип регулатора користио се 1920 који користи принцип фиксне завојнице позицију поља и друго поље калем који се могу ротирати на оси паралелно са фиксном калема. 
Када је покретни калем позициониран вертикално на фиксни калем, магнетне силе које делују на покретни калем међусобно су уравнотежени и излазни напон је непромењена. Ротирајући калема у једном правцу или други од центра позиције ће повећање или смањење напона у секундарном покретном калему. 
Овај тип регулатора може се аутоматски преко серво механизама контроле да унапреди положај покретне завојнице у циљу да повећавање или смањивања напона. Кочење механизма или висок однос припремају се користи да држи ротирајуће калема на месту против моћних магнетних сила које делују на покретни калем.

## Активни регулатори
Активног регулатора имају најмање једно активну (појачавање) компоненту као што је транзистор или операциони појачавач. Скренути регулатори су често (али не увек) пасивне и једноставно, али је увек неефикасан, јер у суштини депоније вишка струје није потребна оптерећење. Када треба да испоруци више енергије, софистицирање кола се користе. У принципу, активни регулатори могу да се појеле у неколико група:
- Линеарна серија регулатора
- Расклопни регулатори
- КИРС регулатори

### Линеарни регулатори
Линеарни регулатори су засноване на уређајима који раде у линеарном региона (за разлику, пребацивања регулатора се заснива на уређају приморана да делује као on / off прекидач). У прошлости, су једна или више вакуумских цеви најчешће користе као променљиве отпорности. Модерног дизајна користите један и не могу да корак нагоре или обрнути напона напајања као и укључивању. 
Цео линеарни регулатори су доступне као интегрисана кола. Ови чипови долазе у било фиксне или подешавање напона врсте. 
Као линеарни регулатори, скоро, комплетна пребацивања регулатора су такође доступне као интегрисана кола. За разлику од линеарни регулатори, те обично захтевају од спољних компоненти: калем, који служи као елемент за складиштење енергије. (Велики вредних индуктори имају тенденцију да буду физички велики у односу на скоро све остале врсте компоненти, тако да се ретко произведен у оквиру интегрисаних кола и ИЦ регулатори - уз неке изузетке )
Две врсте регулатора имају различите предности: 
- Линеарни регулатори су најбоље када су ниске излазне буке (и ниске РФИ зрачи шум) је неопходна
- Линеарни регулатори су најбоље када је потребан брз одзив на улаз и излаз поремећаја.
- На ниским нивоима власти, линеарни регулатори су јефтинија и заузимају мање простора штампана плоча.
- Расклопни регулатори су најбоље када се енергетске ефикасности критична (као што су преносни рачунари), осим линеарни регулатори су ефикаснији у малом броју случајева (као што су микропроцесор 5V често у " sleep" режим од 6V батерија, уколико сложеност комутација кругова и спајања капацитивности пуњења струја значи висок тренутно у стању мировања пребацивања регулатора).
- Расклопни регулатори су потребни само када је напајање једносмерним напоном, а већи излазни напон је потребан.
- На високим нивоима, пребацивање регулатори су јефтинији (на пример, трошкове уклањања генерише мање топлоте).

### SCR регулатори
Напајање регулатора је из AC напојних кола могу да користе силицијум контролисани исправљачи (SCRs) као серију уређаја. Кад год је излазни напон испод жељене вредности, SCR се покреће, што омогућава да се ток струје оптерећења у струју док AC напон пролази кроз нулу (закључно са пола циклуса). SCR регулатори имају предности као и врло ефикасан и веома једноставан, али зато они не могу прекинути у току половине циклуса спровођења, они нису у стању да веома прецизну регулацију напона, као одговор на брзо мења оптерећења. 

### Комбиновани (хибрид) регулатори
Многи напајања користе више метода којима се регулише у серији. На пример, излаз за пребацивања регулатора може бити додатно регулисан линеарних регулатора. Пребацивања регулатора прихвата широк опсег улазних напона и ефикасно генерише (донекле бучно) напон мало изнад коначно жељени излаз. То је праћено линеарних регулатора који генерише тачно жељени напон и елиминише скоро све буке генерисан пребацивања регулатора. Остале дизајна може користити SCR регулатора као „пре регулатора“, затим други тип регулатора. Ефикасан начин за креирање променљивих напона, прецизне излазне струје је комбиновање више искористе трансформатор са подесивим линеарне пост регулатора.